# Asynarchus batchawanus
Asynarchus batchawanus är en nattsländeart som först beskrevs av Donald G. Denning 1949.  Asynarchus batchawanus ingår i släktet Asynarchus och familjen husmasknattsländor. Inga underarter finns listade i Catalogue of Life.